# Henri Bergson
Henri-Louis Bergson (n. 18 octombrie 1859, Paris, Franța – d. 4 ianuarie 1941, Paris, Franța sub ocupație nazistă) a fost scriitor și filosof francez de etnie evreiască, ale cărui idei au pătruns și în literatură, prin intermediul operei lui Proust, laureat al Premiului Nobel pentru Literatură în 1927.

## Motivația Juriului Nobel
"ca o recunoaștere a ideilor lui bogate și incitante și strălucitei măiestrii cu care au fost înfățișate ".

## Date biografice
Henri-Louis Bergson s-a născut la Paris, la 18 octombrie 1859. Este elev al liceului Bonaparte în perioada 1868 - 1877, apoi 
studiază la Ecole Normale Supérieure (1878 - 1881), unde este coleg cu Jaurès și unde obține în 1881 examenul de agregat în filozofie. În 1889 își susține doctoratul în litere cu două teze: Essai sur les données immédiates de la concience (Eseu despre datele imediate ale  conștiinței) și Quid Aristoteles de loco senserit.
A fost numit profesor la Collège de France în 1897. Duce o viață consacrată studiului, în care singurele evenimente importante sunt aparițiile fundamentalelor lucrări care-i alcătuiesc opera: Matière et Mémoire (Materie și memorie, 1896), Le Rire (Râsul, 1900), L'Évolution créatrice (Evoluția creatoare, 1907), L'Énergie spirituelle (Energia spirituală, 1919).
Devine celebru, în Europa și America, încă de la publicarea primelor titluri. Funcții și distincții numeroase îi încununează opera, culminând cu alegerea ca membru al Academiei franceze (1914), Premiul Nobel (1927) și Legiunea de Onoare (1930). 
A făcut politică și, după Primul Război Mondial, a fost interesat de chestiunile internaționale. 
Filozofia sa este una dualistă – lumea acoperă două tendințe aflate în conflict – forța vieții (élan vital) și lupta lumii materiale împotriva acelei forțe. Ființele umane înțeleg materia prin intelectul lor, cu ajutorul căruia evaluează lumea. Acestea exprimă doctrinele științifice și privesc lucrurile ca entități independente în spațiu. În contrast cu intelectul se află intuiția, care provine din instinctul animalelor inferioare. Intuiția ne oferă o idee despre forța vieții care străbate toate ființele. Intuiția percepe realitatea timpului; durata este exprimată din punctul de vedere al vieții și nu se poate divide sau măsura. Durata este explicată prin fenomenul memoriei.

## Opera
- Essais sur les données immédiates de la conscience (Eseu asupra datelor imediate ale conștiinței) Arhivat în 25 octombrie 2005, la Wayback Machine. (1889)
- Matière et Mémoire (Materie și memorie)[nefuncțională]
  (1896)
- Le Rire (Râsul) Arhivat în 17 august 2005, la Wayback Machine. (1899)
- L'Évolution créatrice (Evoluția creatoare) Arhivat în 6 martie 2005, la Wayback Machine. (1907)
- La philosophie française (Filozofia franceză)
- L'Énergie spirituelle (Energia spirituală) Arhivat în 21 noiembrie 2005, la Wayback Machine. (1919)
- Les Deux sources de la morale et de la religion (Cele două surse ale moralei și ale religiei Arhivat în 21 noiembrie 2005, la Wayback Machine. (1932)